# Комана (комуна, Констанца)
Комана (рум. Comana) — комуна у повіті Констанца в Румунії. До складу комуни входять такі села (дані про населення за 2002 рік):
- Комана (917 осіб) — адміністративний центр комуни
- Пеліну (312 осіб)
- Тетару (648 осіб)

Комуна розташована на відстані 186 км на схід від Бухареста, 40 км на південний захід від Констанци.

## Населення
За даними перепису населення 2002 року у комуні проживали 1877 осіб.
Національний склад населення комуни:
| Національність | Кількість осіб | Відсоток |
| -------------- | -------------- | -------- |
| румуни         | 1668           | 88,9%    |
| татари         | 187            | 10,0%    |
| турки          | 20             | 1,1%     |
| угорці         | 1              | 0,1%     |
| словаки        | 1              | 0,1%     |

Рідною мовою назвали:
| Мова       | Кількість осіб | Відсоток |
| ---------- | -------------- | -------- |
| румунська  | 1668           | 88,9%    |
| татарська  | 187            | 10,0%    |
| турецька   | 20             | 1,1%     |
| угорська   | 1              | 0,1%     |
| українська | 1              | 0,1%     |

Склад населення комуни за віросповіданням:
| Релігія                             | Кількість осіб | Відсоток |
| ----------------------------------- | -------------- | -------- |
| православні                         | 1648           | 87,8%    |
| мусульмани                          | 206            | 11,0%    |
| п'ятдесятники                       | 15             | 0,8%     |
| римо-католики                       | 4              | 0,2%     |
| баптисти                            | 1              | 0,1%     |
| адвентисти                          | 1              | 0,1%     |
| лютерани                            | 1              | 0,1%     |
| лютерани (Аугсбурзького сповідання) | 1              | 0,1%     |

## Зовнішні посилання
- Дані про комуну Комана на сайті Ghidul Primăriilor [Архівовано 19 Січня 2008 у Wayback Machine.]